# Раппольди, Адриан
Адриан Ханс Эдуард Раппольди (нем. Adrian Hans Eduard Rappoldi; 13 сентября 1876, Берлин — 12 октября 1948, Бамберг) — немецкий скрипач. Сын Эдуарда Раппольди и Лауры Раппольди-Карер.
Учился в Дрезденской консерватории у Леопольда Ауэра (скрипка) и Феликса Дрезеке (композиция), затем в Берлине у Йозефа Иоахима и Августа Вильгельми. С юных лет концертировал в сопровождении своей матери. Был первой скрипкой в оркестре Беньямина Бильзе, затем работал концертмейстером в оркестрах Теплица, Хиршберга, Хемница, Риги, в Гельсингфорсском филармоническом оркестре. В 1910 году он вернулся в Дрезден, где преподавал в Дрезденской консерватории.
Опубликовал два небольших сборника этюдов (состоявших отчасти из транскрипций, отчасти из собственных сочинений дидактического плана). Перевёл на немецкий язык «Школу игры на скрипке» Матьё Крикбома (1929).
Имя «Раппольди» носит скрипка Антонио Страдивари (1719), приобретённая музыкантом в 1910 году.